# إدي مكلورغ
إدي مكلورغ (بالإنجليزية: Edie McClurg) هي ممثلة أمريكية.

## روابط خارجية
- إدي مكلورغ على موقع IMDb (الإنجليزية)
- إدي مكلورغ على موقع قاعدة بيانات الأفلام العربية
- إدي مكلورغ على موقع ألو سيني (الفرنسية)
- إدي مكلورغ على موقع ميوزك برينز (الإنجليزية)
- إدي مكلورغ على موقع تيرنر كلاسيك موفيز (الإنجليزية)
- إدي مكلورغ على موقع أول موفي (الإنجليزية)
- إدي مكلورغ على موقع قاعدة بيانات الأفلام السويدية (السويدية)
- إدي مكلورغ على موقع إن إن دي بي (الإنجليزية)
- إدي مكلورغ على موقع قاعدة بيانات الفيلم (الإنجليزية)
- إدي مكلورغ على موقع كينوبويسك (الروسية)